# Lippische Landesbrandversicherung

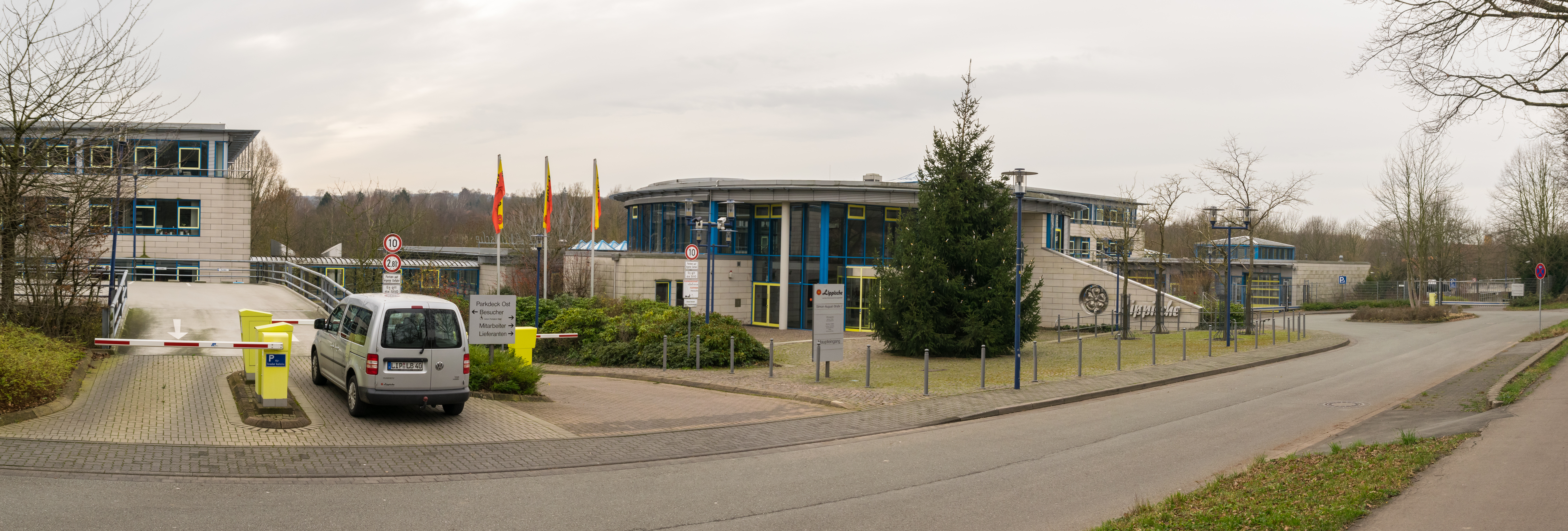
Zentrale in Detmold

Die Lippische Landesbrandversicherung AG ist ein regional tätiges öffentliches Versicherungsunternehmen mit Hauptsitz in Detmold (Kreis Lippe), dessen operatives Geschäftsgebiet sich auf das Kreisgebiet beschränkt. Die Trägerschaft ist im Jahr 2009 für einen Kaufpreis von 76 Millionen Euro vom bisherigen Eigentümer Landesverband Lippe auf die Provinzial Rheinland übergegangen. Im Jahr 2020 wurde eine Umfirmierung in eine AG vollzogen und ist seit dem 1. Januar 2020 ein Unternehmen der Provinzial Holding.

## Unternehmensgliederung und Vertrieb
Im Innendienst am Stammsitz in Detmold und im Außendienst sind insgesamt rund 200 Personen für das Unternehmen tätig.
Die übergeordnete Leitung des Unternehmens lag seit dem 25. März 2009 bei der Provinzial Rheinland Holding. Die unmittelbare Leitung des operativen Geschäftsbetriebs obliegt dem jeweiligen Vorstand des Unternehmens. Zusätzlich gibt es einen Aufsichtsrat und einen Beirat. Der Vertrieb der Versicherungsprodukte sowie die Betreuung der Kunden erfolgt durch Versicherungsvertreter (nach HGB § 84), die der Ausschließlichkeit unterliegen sowie über ein Netz von örtlich angesiedelten Agenturen, sogenannten „ServiceCentern“. Hinzu kommt der Vertriebsweg über die lippischen Sparkassen. Die Lippische Landesbrandversicherung AG ist bekannt als Förderer, Teilhaber und Ideengeber für Sportvereine und kulturelle Einrichtungen. Durch das hohe Engagement in der Region ist der Bekanntheitsgrad in Lippe sehr hoch.
Kerngeschäft sind die Sach/Haftpflicht-, Unfall- und Kasko-Versicherungen für den privaten wie auch gewerblichen Bereich, die mit eigen entwickelten Produkten beworben und vertrieben werden. Um den Markt der Betrieblichen Altersvorsorge bedienen zu können, wurde die „Lippische Pensionsfonds AG“ gegründet, die eine hundertprozentige Tochtergesellschaft ist. Versicherungssparten, die das Unternehmen nicht selber betreibt (zum Beispiel Lebens- und Krankenversicherung), ergänzt es durch Kooperationen mit anderen öffentlichen Versicherern.
- ÖRAG-Rechtsschutz-Versicherungs-AG
- Union-Krankenversicherung AG
- Union-Reiseversicherung AG
- Provinzial-Lebensversicherung AG

Die Lippische Landesbrandversicherung AG unterliegt der Versicherungsaufsicht durch den Bund (Bundesanstalt für Finanzdienstleistungsaufsicht).

## Geschichte
Am 11. Februar 1752 wurde das Gründungsgesetz der heutigen Lippische Landesbrandversicherung AG, die „Allgemeine Brand-Assecuranz-Societät“, vom Regierenden Grafen und Edlen Herrn zur Lippe Simon August erlassen. Die Gründung einer Brandkasse, die gegen Risiken des Brandes versicherte, sollte in erster Linie der Verarmung der Bevölkerung in solchen Notfällen entgegenwirken und volkswirtschaftliches Vermögen sichern. Auch damals schon gab es immer wieder Leute, die die Versicherung ausnutzen wollten und ihre Häuser selbst anzündeten. Bereits 1756 versuchte Graf Simon August, solche Betrügereien zu verhindern und die Feuersicherheit zu verbessern. An die Untertanen wurden Verhaltensmaßregeln ausgegeben, auch der Bau der Häuser und deren Pflege musste sich den Erfordernissen des Brandschutzes unterwerfen. Außerdem bemühte man sich, die Brandbekämpfung zu verbessern. In Lippe hat es trotz aller Vorsichtsregeln und Verhaltensmaßnahmen jedoch auch immer wieder große Brandkatastrophen gegeben. In Alverdissen, Barntrup, Lemgo und Horn zum Beispiel verbrannten in den Jahren von 1855 bis 1898 zusammen fast 200 Wohnhäuser. Infolge der Versicherungspflicht für alle Wohnhäuser konnte die Brandkasse der Verelendung einer Vielzahl von lippischen Familien entgegenwirken.
Als ein wichtiger Einschnitt in der Entwicklung der Brandkasse gilt das Jahr 1924, als der lippische Landtag das „Gesetz die Lippische Landes-Brandversicherungsanstalt betreffend“ beschloss. Nachdem man sich bis dahin ausschließlich als Spezialversicherer gegen Brandschäden an Gebäuden mit Monopolrechten engagiert hatte, wurden nun auch andere Versicherungszweige, die so genannten Inhaltsversicherungen, zum Betätigungsfeld der Lippischen Brandkasse. Auch für dieses neue Aufgabengebiet soll die Anstalt nach dem Willen des Gesetzgebers lediglich zum gemeinsamen Nutzen unter Ausschluss von Erwerbszwecken tätig sein.
Mit der Eingliederung des Landes Lippe in das Bundesland Nordrhein-Westfalen und der Gründung des Landesverbandes Lippe vom November 1948 wurde die Lippische Landes-Brandversicherungsanstalt dem Landesverband Lippe angegliedert, der nun alle Rechte und Verpflichtungen hatte, die bisher dem Land Lippe zustanden oder von ihm getragen wurden.
Mit der Umsetzung der Richtlinien der Europäischen Gemeinschaft vom 18. Juni 1992 veränderte sich die Position der Lippischen Landes-Brandversicherungsanstalt in grundlegendem Maße, da sämtliche bestehenden Pflicht- und Monopolversicherungen abgeschafft wurden. Damit stellte sich die Frage nach dem Sinn des öffentlichen Auftrags des Unternehmens überhaupt. Die öffentlich-rechtlichen Wettbewerbsversicherer sollen den Wettbewerb fördern und damit zu einer Verwirklichung und Aufrechterhaltung des wirtschaftlichen Systems auf dem Gebiet des Versicherungswesens beitragen. Das Vorhandensein von öffentlichen Versicherern würde regulierend auf das Wettbewerbsverhalten der übrigen Versicherer wirken. Gäbe es keine öffentlichen Versicherer, sähe die Versicherungsbranche weniger pluralistisch, weniger konzentriert und dezentralisiert aus. Die öffentlich-rechtlichen Versicherer würden somit ein Marktregulativ darstellen.
Aber nicht nur der Bereich der Monopolstellung war bedeutenden Änderungen unterworfen. 1994 wurde auch das 1924 erlassene Gesetz über die Lippische Landes-Brandversicherungsanstalt in wesentlichen Punkten geändert. Der gesamte versicherungstechnische Teil, der die alte Pflicht- und Monopolversicherung betrifft, wurde ersatzlos gestrichen, was bedeutete, dass die Gebäude-Feuerversicherung wie alle übrigen Sparten nach allgemeinen Versicherungsbedingungen betrieben werden. Das Gesetz regelte darüber hinaus auch insbesondere die gesamte Unternehmensverfassung neu, so dass auch die Organe dem modernen Unternehmensverfassungsrecht angepasst wurden.